# Джамель Ліфа
Джамель Ліфа (фр. Djamel Lifa; 1 березня 1969, Екс-ан-Прованс, Буш-дю-Рон) — французький професійний боксер, чемпіон Європи за версією EBU (1997—1998) в другій напівлегкій вазі, призер чемпіонату Європи.

## Аматорська кар'єра
Джамель Ліфа двічі (1989, 1990) вигравав звання чемпіона Франції у напівлегкій вазі.
На чемпіонаті Європи 1989 програв в першому бою Киркору Киркорову (Болгарія).
На чемпіонаті світу 1989, здобувши дві перемоги, програв в чвертьфіналі Арнальдо Меса (Куба).
На чемпіонаті Європи 1991, здобувши дві перемоги над Золтаном Калочаі (Угорщина) та Кіркором Кіркоровим, програв в півфіналі Фуату Гатіну (СРСР).
На чемпіонаті світу 1991 переміг Джона Велейса (Нова Зеландія) і програв в другому бою Кіркору Кіркорову.
На Олімпійських іграх 1992 переміг Чарлі Баленья (Філіппіни) і програв Андреасу Тевс (Німеччина) — 4-9.

## Професіональна кар'єра
Після Олімпійських ігор 1992 Джамель Ліфа дебютував на професійному рингу. Протягом 1992—1995 років провів 20 переможних боїв. 3 лютого 1996 року вийшов на бій за звання чемпіона Європи за версією EBU в другій напівлегкій вазі і програв Анатолію Александрову (Росія).
Здобувши ряд перемог, 6 квітня 1997 року Ліфа виграв вакантний титул чемпіона Європи за версією EBU в другій напівлегкій вазі. Провівши один вдалий захист, 21 лютого 1998 року він втратив звання чемпіона, знов програвши Анатолію Александрову.
15 листопада 1999 року Ліфа вийшов на бій за звання чемпіона Європи за версією EBU в легкій вазі, але програв за очками.
26 травня 2001 року Ліфа знов вийшов на бій за вакантний титул чемпіона Європи за версією EBU в легкій вазі, програв нокаутом і вирішив завершити виступи.